# Malú Gatica
Malú Gatica (de son vrai nom Henrietta Maria de la Luz Boisier Gatica (née le 15 janvier 1922 à Purén et morte le 10 août 1997  à Santiago) est une actrice et une chanteuse chilienne.

## Biographie
Malú Gatica passe une partie de son enfance à New York, où son père, journaliste, s'est installé en 1928. Elle y apprend la musique et se produit pour la première fois en public sur NBC, où travaille son père, en 1938. Par la suite, elle étudie au Conservatoire Cunill Cabanellas de Buenos Aires.
Sa carrière de comédienne débute pendant la Seconde Guerre mondiale et se poursuit jusqu'à la fin des années 1950. Elle tourne en espagnol et en anglais, surtout au Mexique, mais aussi au Chili, en Argentine et aux États-Unis.

## Filmographie
- Verdejo gasta un millón (1941) Chili
- Verdejo gobierna en Villaflor (1942) Chili
- Se abre el abismo (1944) Argentine
- Siete mujeres (1944) Argentine
- Amar es vivir (1946) Mexique
- Los que volvieron (1946) Mexique
- Todo un caballero (1946) Mexique
- Ocho hombres y una mujer (1946) Mexique
- El Príncipe del desierto (1947) Mexique
- Príncipe del desierto (1947) Mexique
- Extraña obsesión (1947) Mexique
- El Casado casa quiere (1948) Mexique
- Raid secret (Target Unknown) (1951) États-Unis
- Dick Turpin, bandit gentilhomme (Dick Turpin's Ride) de Ralph Murphy (1951) États-Unis
- Captain Pirate (1952) États-Unis
- El Gran Circo Chamorro (1955) Chili
- Sábado Negro (1959) Mexique